# Australiens konstitutionella kris 1975

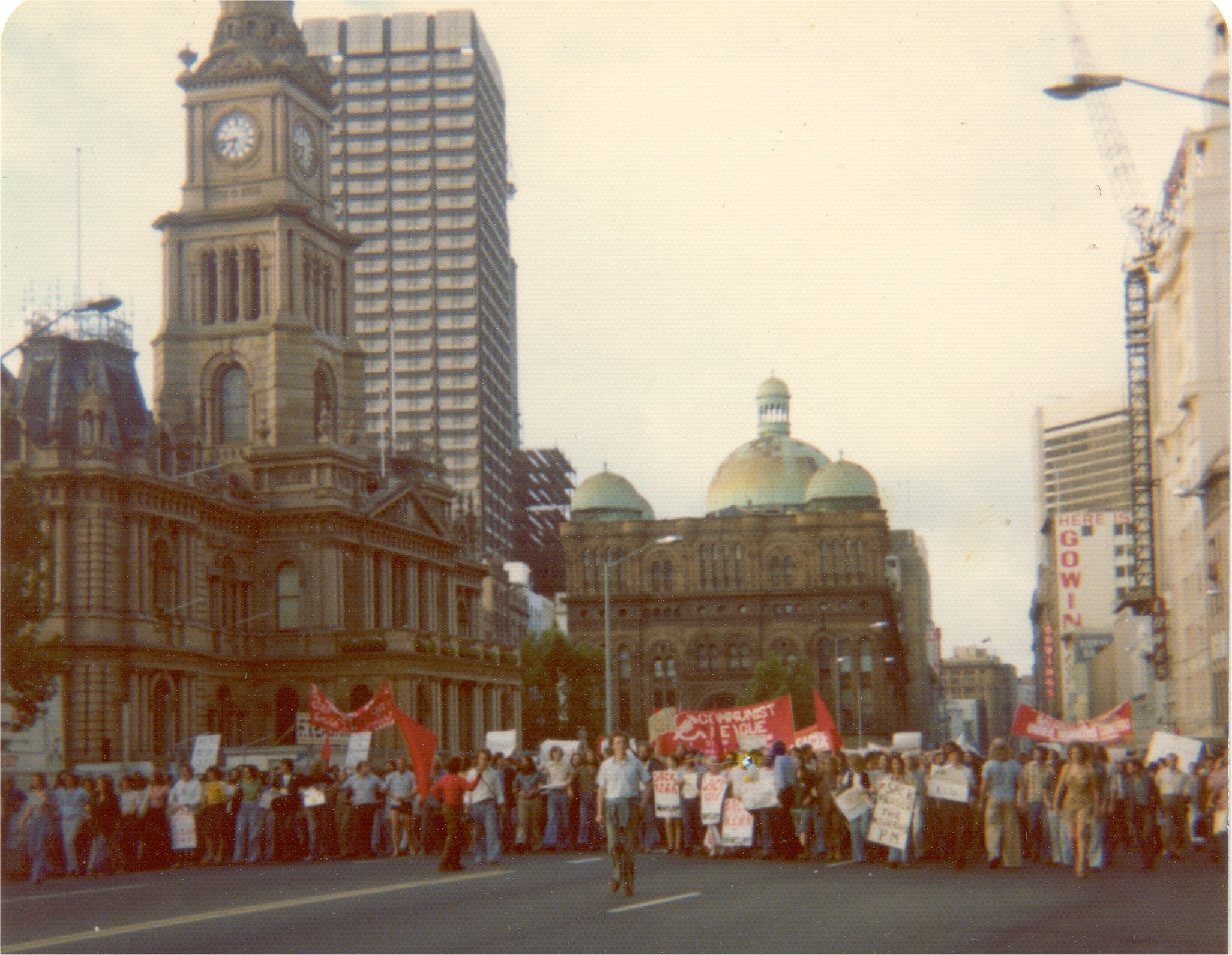
Protester i Sydney, den 11 november 1975, efter beskedet att premiärminister Gough Whitlam entledigats.

Australiens konstitutionella kris 1975, ofta kallad The Dismissal, avser de händelser som kulminerade med att Australiens dåvarande premiärminister Gough Whitlam entledigades av generalguvernör John Kerr som sedan utsåg oppositionsledaren Malcolm Fraser som övergångspremiärminister. Händelserna har beskrivits som den största politiska och konstitutionella krisen i Australiens historia. 

## Bakgrund
Krisen började i överhuset, senaten, i Australiens federala parlament där koalitionen bestående av oppositionspartierna Liberal Party of Australia och National Party of Australia hade majoritet. Med hänvisning till en rad skandaler lät senaten meddela att den skulle skjuta upp alla omröstningar om de årliga budgetanslagen till dess att premiärminister Gough Whitlam utlyste en omröstning i representanthuset. Whitlams Laborregering avslog detta med hänvisningen att det inte var i överensstämmelse med Westminstertraditionen där underhuset har den högsta makten. Samtidigt var regeringen pressad av liberala senatorer att godkänna budgetanslagen, på samma gång som man undersökte alternativa vägar att finansiera regeringens utgifter. Det politiska dödläget fortsatte i flera veckor, med hotet att regeringen skulle misslyckas med sina finansiella åtaganden ständigt närvarande.
Den 11 november 1975 meddelade Australiens generalguvernör John Kerr att han i enlighet med sektion 64 i Australiens konstitution, entledigade Gough Whitlam som premiärminister och gav oppositionsledaren Malcolm Fraser i uppdrag att bilda en övergångsregering fram till dess att nyval kunde hållas. Senaten godkände därefter budgetanslagen och på Frasers inrådan upplöste Kerr både underhuset och överhuset och utlyste nyval, där koalitionen vann en majoritet i representanthuset och bildade regering.
Fram tills entledigandet av Whitlamadministrationen var den allmänna uppfattningen i Australien att generalguvernören huvudsakligen endast innehade ett ceremoniellt ämbete som agerade enbart på inrådan av premiärministern trots att konstitutionen de jure gav generalguvernören all verkställande makt. John Kerr avgick sedermera i förtid som generalguvernör den 8 december 1977.